# Turismo sexual
El turismo sexual o sexoturismo es una forma de turismo con el propósito de mantener relaciones sexuales, normalmente de hombres con prostitutas mujeres, pero también hay mujeres turistas sexuales y turismo sexual homosexual tanto femenino como masculino. Entre las causas que motivan el turismo sexual en otro país u otra región se encuentran las siguientes: 
- Una mayor tolerancia de las autoridades hacia la prostitución, incluso regularizandola.
- Una baja edad de consentimiento.
- Mercado de pederastia.
- Precios más bajos.
- Mercado matrimonial.
- Mayor privacidad.
- Fetichismo étnico.
- Pornografía.

Entre los destinos más comunes para el turismo sexual se encuentran Brasil, Colombia, Camboya, Holanda, Costa Rica, México, Filipinas, República Dominicana y Tailandia,[cita requerida] y en menor grado Panamá, Cuba, Kenia, Ecuador, Perú, Singapur y Vietnam.[cita requerida] Otros países donde la prostitución está desarrollada y legal o abiertamente tolerada, como Alemania, España, Estados Unidos, Francia y Holanda, son demasiado caros para competir con los países pobres como destinos sexuales.[cita requerida] (En cambio, atraen a muchos trabajadores sexuales de otros países.) En otros casos la prostitución está desarrollada y extensa, pero por dificultades lingüísticas, políticas, temor a las enfermedades que los extranjeros puedan introducir o simplemente prejuicio (xenofobia), la industria atiende sobre todo a nacionales (algunos países árabes, China, Japón). Los países favoritos o disponibles cambian lentamente; antes Haití era destino para el turismo sexual,[cita requerida] pero tras los daños ocasionado por los huracanes de 2004 y 2008 y el terremoto de 2010, faltan la infraestructura y sobre todo la seguridad. Hace un par de generaciones, Marruecos y Argelia eran destinos sexuales de homosexuales masculinos, incluyendo a muchos efebófilos.[cita requerida] De países nuevamente abiertos se habla como lugares donde el turismo sexual está en desarrollo (Birmania). Tras la caída del telón de acero, Rusia, Alemania, Hungría, República Checa y Ucrania se convirtieron en destinos habituales para los turistas sexuales, con un importante sector orientado hacia el matrimonio.[cita requerida] En general, el turismo sexual representa un pequeño porcentaje del negocio de la prostitución, y la mayoría de los trabajadores sirven a clientes nacionales (locales).[cita requerida]

## Historia

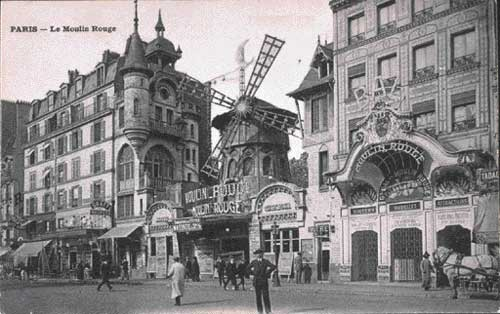
El Moulin Rouge, en París.

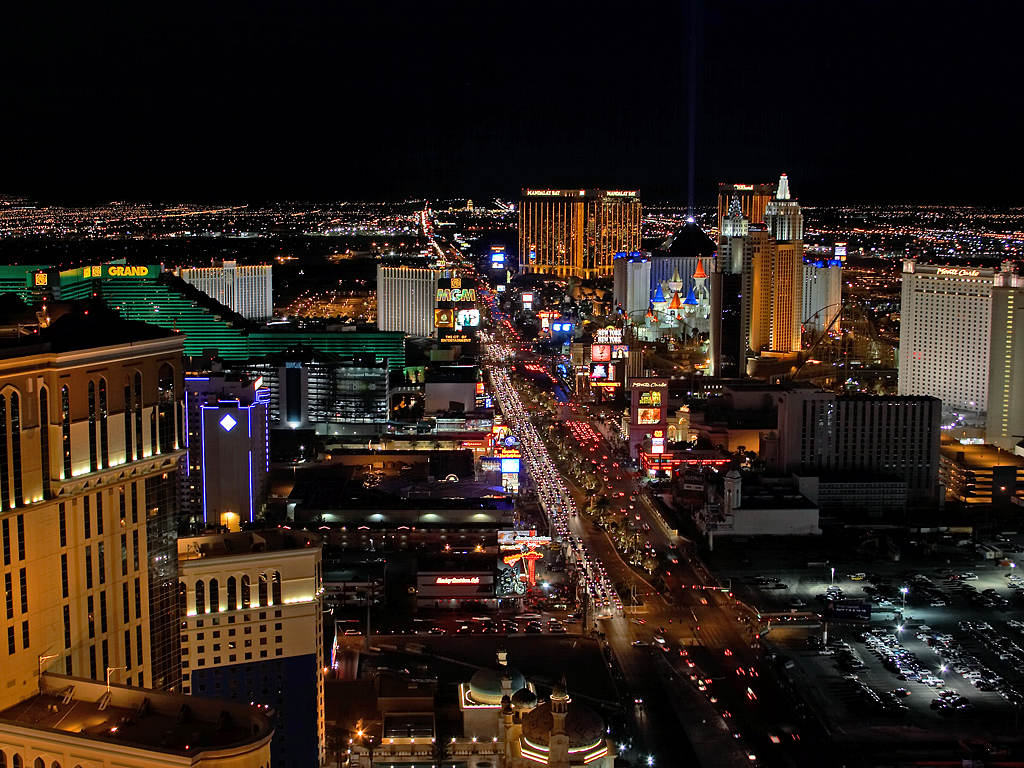
Las Vegas, con la Strip de noche.

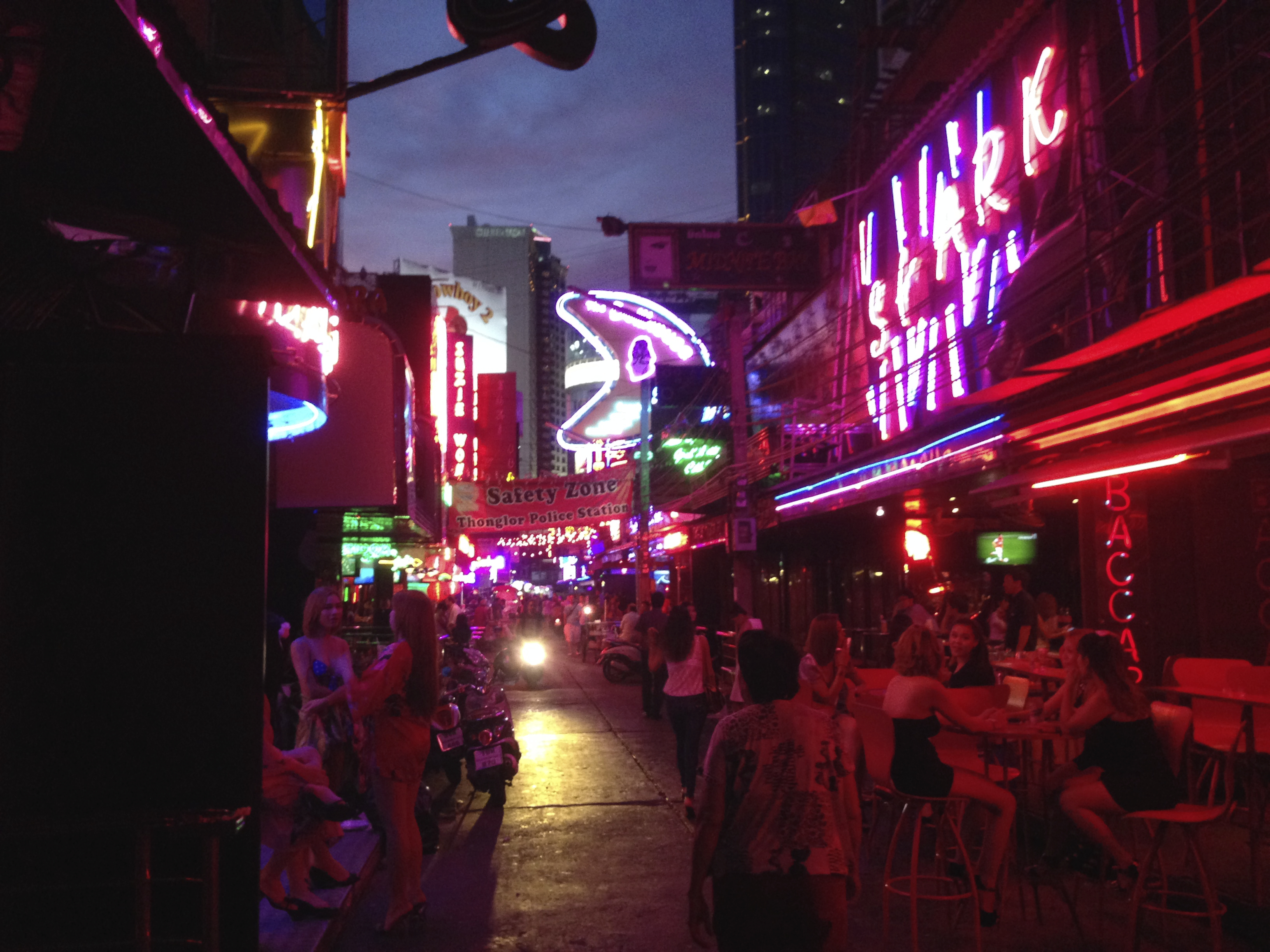
Turismo sexual en Bangkok.

El turismo sexual ha estado presente desde la antigüedad, las diligencias militares necesitaban lugares de recreación durante los largos trayectos dentro de los campamentos o lugares en específico como punto geográfico de referencia.
Al desarrollarse la militarización en los mares así como los viajes del comercio, las ciudades portuarias se convirtieron en zonas de tránsito con lugares de tolerancia para los marineros y traficantes de mercancías.
En el siglo XIX, la vida de Belle Époque en Francia, después de la revolución industrial, trajo otros modos de entender el turismo sexual, por ejemplo la apertura de cabarets y centros nocturnos que dieran un ambiente bohemio y romántico de muchas ciudades europeas e inmediatamente después ciudades de otros continentes. El Lapin Agile fue el primer cabaret parisino, abierto en 1875, que sirvió de modelo para los cabarets del siglo XX.
EL turismo sexual no surgió como una forma de hacer turismo, los centros nocturnos, burdeles y cabarets fueron lugares diseñados para la población local de las ciudades donde se desarrolló la prostitución, pero a través de los comentarios de las experiencias vividas, por los sucesos en los periódicos y el morbo por saber que ocurre en ciertas ciudades se extendió a oídos de países limítrofes o lejanos.
A principios del siglo XX, los cabarets se extienden a otros continentes desde Europa, En La Habana se funda el Tropicana, el cual fue abierto en 1939 como uno de los cabarets más renombrados en América y que generó la apertura de burdeles en la isla. El turismo sexual se extendió al continente asiático y americano y norafricano por influencia europea, tomando otros conceptos locales desde años antiguos lo que atrajo principalmente al turismo europeo y estadounidense hacia estos países.
Siendo los estadounidenses un pueblo conservador y religiosamente protestante, eso orilló a que las ciudades fronterizas de México se convirtieran en centros de ocio, que permitiera a los estadounidenses hacer lo que en su país no podían hacer. Tijuana fue la ciudad que más cobró fama durante todo el siglo XX para visitar y encontrar todas las posibilidades de entretenerse y regresar el mismo día a los Estados Unidos, aunque algo de lo mismo se encontró en varias otras ciudades fronterizas. Se hablaba de zonas de tolerancia. Los lugares de apuesta se extendieron en la ciudad, la compra de alcohol era más fácil, la prostitución se desarrolló por la población flotante venida de otras ciudades y pequeñas localidades tanto mexicanas como centroamericanas, con la ilusión de que algún día estarían en los Estados Unidos. Había sex-shows; se chismeaba en EE. UU. la noticia (o mito) de que se incluía a una mujer supuestamente solazándose con un burro. La canción del francés Manu Chao Wellcome to Tijuana, Tequila, Sexo and Marihuana reafirmó el carácter que tiene la ciudad mexicana fronteriza para con el extranjero.
Las Vegas fue el primer centro turístico de los Estados Unidos que concibió un mercado para adultos; el auge de esta ciudad tiene mucho que ver con el cierre de La Habana como centro de ocio para los norteamericanos, tras la revolución de 1959. La ciudad fue diseñada para el ocio, los placeres y las excentricidades que atrajera principalmente millonarios. La ciudad se crea como un gran escaparate de luces y escenografías que deleitara la vista de propios y extranjeros. Los bares o cantinas del viejo oeste sirvieron como fuente de inspiración para darle vida a Las Vegas. Inmediatamente se crea todo un concepto de vida nocturna que mantuviera la imagen de vedettes o chicas que amenizan y acompañan a los apostadores. Nevada es el único estado de los EE. UU. en el cual la prostitución está legalizada (también es el único en que el apostar es legal), aunque no está permitida en la misma ciudad de Las Vegas.
Aunque en el continente asiático ya los franceses e ingleses habían abierto muchos cabarets en la zonas portuarias, fue después de la Guerra Fría entre Rusia y Estados Unidos cuando la prostitución proliferó para atender a los ejércitos; al término de la guerra, los soldados estadounidenses se marcharon a los Estados Unidos, pero quedaron los establecimientos que frecuentaban; no solo se desarrolló la prostitución femenina, también la masculina, ello dio origen al sexoturismo de la Cuenca del Pacífico.
Es en el siglo XX es cuando surge el sexoturismo, debido a la proliferación de enfermedades venéreas tanto en la población local como de aquella que vino de otros países, así también las perversiones sexuales de los visitantes como la pedofilia o sadomasoquismo buscaron normar los establecimientos legalmente constituidos para la práctica de actividades sexuales que no atentara contra la población, la prostitución infantil y el trato de blancas crearon redes criminales que explotaron a los seres humanos como mercancía de atracción del turismo venido principalmente países desarrollados.

## Turismo sexual femenino

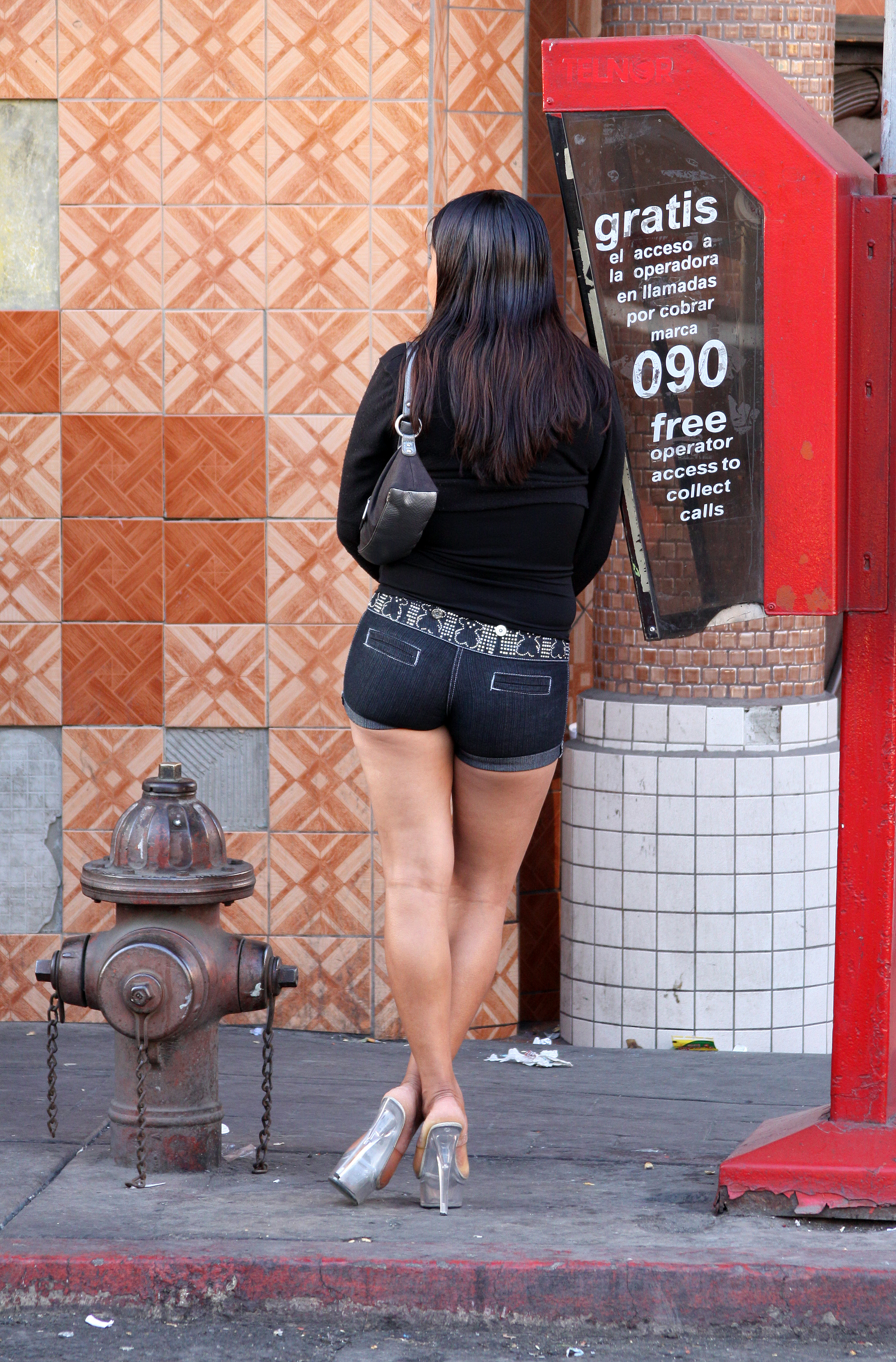
Prostitución y sexoturismo, en Tijuana desde 1942.

En el caso del turismo sexual femenino se tiende a pensar que lo practican generalmente por compensaciones monetarias por los servicios sexuales, pero existen otros factores que generan el comercio sexual en el mundo. Este es el turismo sexual en el que las mujeres buscan tener relaciones sexuales en lugares distintos del de su área de residencia en forma turística. Las mujeres se ven atraídas o enganchadas al negocio como salida económica para salir del país, estudiar, residir en la ciudad o simplemente practicar la actividad sin prejuicios. La gran mayoría de las prostitutas no son originarias de la ciudad donde ejercen la actividad; ya sea para evitar represalias de sus padres y familiares o para ocultar una forma de ganarse la vida.
Las mujeres que practican el turismo sexual suelen elegir principalmente Cuba, pero en América Latina ha proliferado la prostitución en otros países como México, Argentina, Chile, dejando de lado países con habitantes de etnia "diferenciada" como Bolivia, Ecuador, etc., y algunos países del norte de África. También se encuentra el caso de Colombia un país que por los problemas internos de tráfico siempre está en la mira en cuanto a prostitución se trata, tanto que ya es normalizado inclusive la migración que el país está alojando desde el 2015 se ha presenciado un aumento de prostitución, pero a pesar de eso no sobrepasa la cantidad de prostitución de ciudadanos colombianos, esto suele pasar si el país de dónde llegan los migrantes el negocio de la prostitución no es normalizada ni altamente consumida, en  Este tipo de turismo sexual en la mayoría de los casos puede que no implique prostitución, ya que algunos hombres consideran una especie de deporte elegir a turistas extranjeras que viajan a esos países buscando el sexo que no practican en sus países de origen. De todas formas habría que considerar que las mujeres pueden compensar a los hombres con regalos como ropa, viajes u otras cosas por el estilo, de modo que existen hombres que toman ventaja de esto hasta con mucho provecho, acción que, en definitiva, claramente debe ser considerada prostitución.
Una de las críticas más comunes sobre el tratamiento periodístico que se hace sobre el turismo sexual femenino es que se le ve desde otra óptica más romántica, teniéndole mayor consideración a las mujeres que adquieren servicios de prostitución, a pesar de que se realiza la misma práctica. Por ejemplo, cuando lo practican las mujeres con frecuencia se le llama "turismo de romance" y no "turismo sexual".
Las ciudades del turismo de negocios son un lugar donde prolifera la prostitución femenina, los empresarios de importantes firmas muchas veces combinan los eventos empresariales con actividades de recreación, las damas de compañía son una realidad para los hombres con actividades empresariales ejecutivas. Hay otros modos de prostitución dentro del turismo de negocios, como las casas de cita, los clubs nocturnos, restaurantes prestigiados y hoteles con servicio completo para cerrar las negociaciones. En el país sudamericano de Chile se usó una modalidad local de nombrar Cafés en piernas a los establecimientos que solían visitar los empresarios chilenos y trabajadores sobre los andadores comerciales del centro de Santiago, más tarde el concepto proliferó en otras ciudades chilenas y en otros países vecinos como una modalidad de turismo.
Los fines de semana en muchas ciudades y los lugares de playa, son otro lugar de contacto para tener actividades sexuales, por ello muchas mujeres se desplazan a los centros turísticos de todo el mundo para trabajar en la vida nocturna de bares, discotecas, restaurantes y amenizar hoteles. El varón casado que muchas veces viaja sin su esposa o los jóvenes solteros que buscan conocer gente u oportunidades para una relación sentimental. Los países latinoamericanos cobraron fama de que tenían las mujeres más hermosas del mundo alimentado por los concursos de belleza, eso orilla a algunos varones de países del primer mundo a visitar países latinoamericanos o caribeños en busca de mujeres para tener solo una fantasía o encontrar a la mujer hogareña, maternal y sometida para ser su esposa sobre la base de los estereotipos ficticios de la mujer latinoamericana.
Prostitución femenina bisexual y lésbica.
El turismo sexual lésbico existe en alguna forma en Lesbos (Mytilini) en Grecia, Bangkok y Pattaya en Tailandia. Es el tipo de turismo menos conocido dentro del mercado, pero que ha ido cobrando espacios en diversos países del mundo.

## Turismo sexual masculino

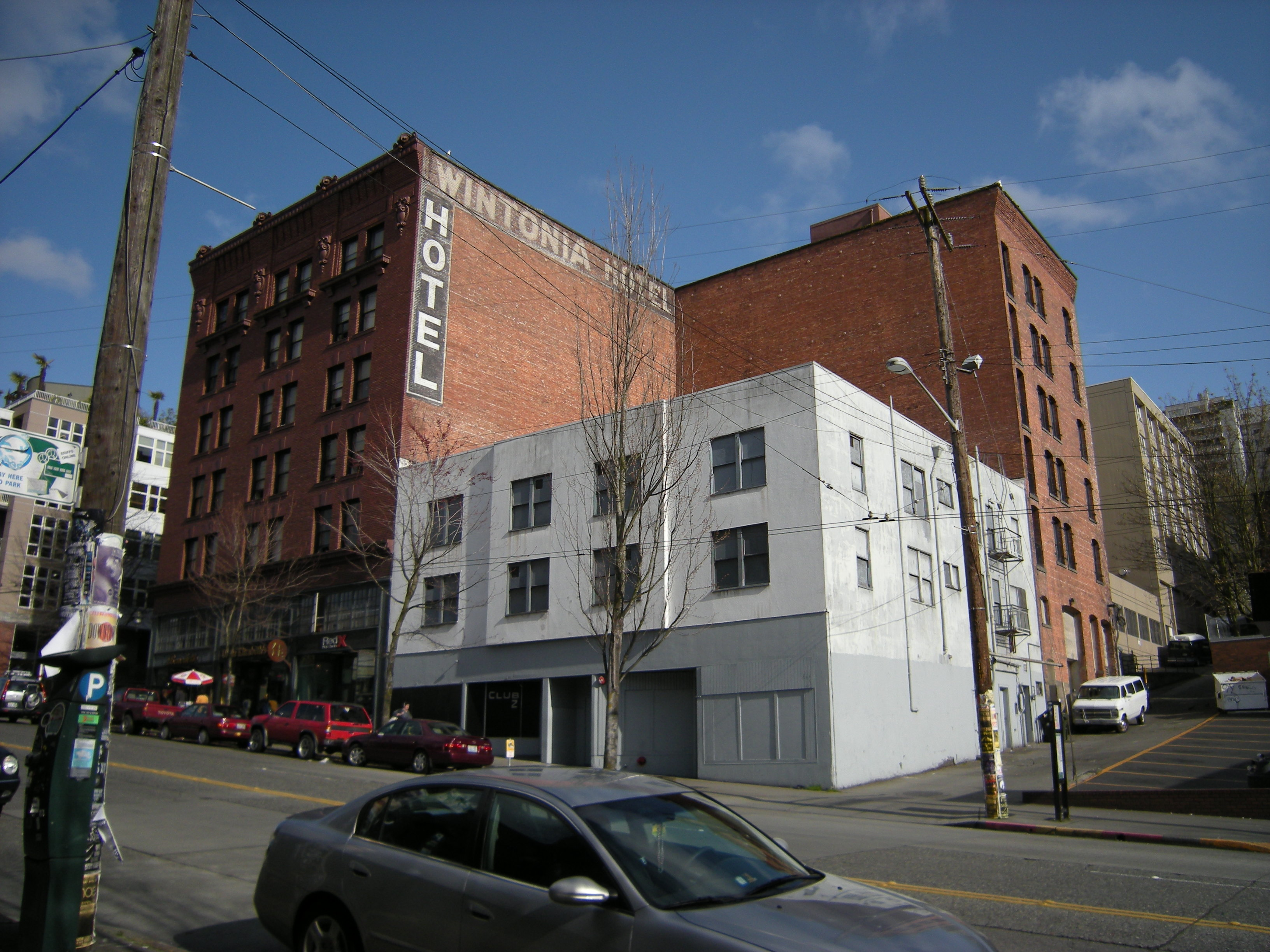
El Wintonia and Club Z, baños y hotel para público homosexual y bisexual en Seattle, USA.

Este es el turismo sexual en el cual los varones buscan tener relaciones sexuales en lugares distintos del de su área de residencia en forma turística. El sexoturismo masculino difiere un poco al turismo sexual femenino: son los países del primer mundo los principales destinos. El sexoturismo masculino es un poco más oculto, por eso solo se presentan como destinos de homosexuales o bisexuales o bares para mujeres. Los jóvenes prostituidos de las ciudades europeas provienen principalmente de países extranjeros, suelen andar solos en bares, parques, estaciones de tren o calles a diferencia de la protección que reciben las mujeres prostituidas. En cambio, en EE. UU. son principalmente nacionales.
La prostitución masculina no solo se enfoca a la clientela masculina, también la clientela femenina acude a sitios turísticos para buscar encuentros con hombres que se prostituyen, como es el caso de Senegal.
El turista masculino incluso conforma comunidades en línea en las que comparten consejos sobre sitios por visitar  y, aunque no es la más común, existe la categoría de “ser tratado como novio” que, en algunos casos, evoluciona a una relación emocional

## Oposición
La ONU se opone a turismo sexual citando las consecuencias sanitarias, sociales y culturales de ambos países turísticos países de origen y destino, especialmente en situaciones de explotación de género, edad, condición social y económica las desigualdades en el destino del turismo sexual.
Como protesta del desarrollo de la industria de la prostitución alrededor de la Eurocopa de Fútbol de 2012, la organización feminista Femen en Ucrania ha llevado adelante una llamativa campaña de denuncia bajo el lema «fuck euro 2012».